# زنان در موسیقی بخش ۳
زنان در موسیقی بخش ۳ (انگلیسی: Women in Music Pt. III) سومین آلبوم استودیویی هایم، بند آمریکایی است. این آلبوم در ۲۶ ژوئن ۲۰۲۰ توسط کلمبیا رکوردز در ایالات متحده و توسط پالیدور رکوردز به‌صورت جهانی منتشر شد. این آلبوم در ابتدا برای انتشار در ۲۴ آوریل ۲۰۲۰ برنامه‌ریزی شده بود، اما به دلیل اثرات دنیاگیری کووید-۱۹ و «تغییر ماهیت سیاست‌های سفر و قرنطینه در سراسر جهان» ، انتشار آن به تأخیر افتاد. پس از آن انتشار آلبوم به ۲۶ ژوئن موکول شد.
پیش از اعلام رسمی، آلبوم از سوی چندین رسانه از جمله پیچفورک و نیویورک به عنوان یکی از مورد انتظارترین آلبوم‌های سال ۲۰۲۰ معرفی شد. این آلبوم با استقبال گسترده منتقدان روبرو شد ، منتقدان ضمن تمجید از چندین هنرمند دیگر، از اشعار صادقانه و آسیب‌پذیر آن و آزمایش آن با طیف گسترده‌ای از ژانرها ستایش کردند. آلبوم در شصت و سومین مراسم جایزه گرمی نامزد دریافت جایزهٔ آلبوم سال شد. همچنین تک‌آهنگ «گام‌ها» نامزد دریافت جایزهٔ بهترین اجرای راک شد.